# Universal Religion Chapter 6
Universal Religion Chapter 6 – szósta kompilacja z serii Universal Religion, holenderskiego Dj-a Armina van Buurena. Premiera płyty miała miejsce 14 września 2012 roku. Wydawnictwo ukazało się nakładem Armada Music oraz Sony Music.

## Lista utworów

### CD1
1. Andrew Rayel feat. Jano - How Do I Know (Armin van Buuren Intro Edit)
2. Andy Duguid feat. Shannon Hurley - I Want To Believe
3. Blake Jarrell - Barbados
4. Solarstone with Aly & Fila - Fireisland (Future Disciple Remix)
5. Armin van Buuren feat. Ana Criado - I'll Listen
6. Abstract Vision & Elite Electronic vs. Broning - Relict
7. Protoculture - Perpetual Motion
8. Ørjan Nilsen - Burana
9. Beat Service - Fortuna
10. Andrew Rayel - Aeon Of Revenge
11. Skytech - What's Wrong (Skytech Stadium Mix)
12. Stoneface & Terminal - Green Velvet
13. A.R.D.I. - Premonition
14. Matt Davey - Believe In Me
15. Jorn Van Deynhoven - Headliner
16. Sasha Carassi & Mikael Jonasson - Void vs. Gaia - Status Excessu D (Armin van Buuren Mash Up)

### CD2
1. Alex M.O.R.P.H. - Eternal Flame (Original Breaks Mix)
2. Omnia - Infina
3. Richard Sebastian - Full Disclosure
4. Jaytech feat. Steve Smith - Stranger (Kyau & Albert Remix)
5. Juventa - Metamorphose
6. Faruk Sabanci - Elveda
7. Daniel Kandi - 3 Strikes UR In
8. Dash Berlin feat. Emma Hewitt - Like Spinning Plates (Alexander Popov Remix)
9. Paul Webster feat. Angelic Amanda - Time (MaRLo Dub Remix)
10. Tomas Heredia - The Witch
11. Andy Moor - K Ta
12. Richard Durand & Protoculture - Pleasure
13. Matt Bukovski - Retrospection
14. Aligator feat. Daniel Kandi - The Perfect Match
15. Mark Burton vs. Sunlounger - Try Understatement To Be Love (Armin van Buuren Mash Up)
16. Neptune Project feat. Polly Strange - The Inside